# Jonathan Homer Lane
Jonathan Homer Lane (9 de agosto de 1819 – 3 de mayo de 1880) fue un astrofísico e inventor estadounidense.

## Semblanza
Los padres de Lane eran Mark Lane y Henrietta Tenny. Se educó en la Academia Phillips de Exeter, Nuevo Hampshire, graduándose en la Universidad de Yale en 1846. Trabajó para la Oficina de Patentes de los EE. UU., siendo nombrado examinador principal en 1851. En 1869 pasó a la Oficina de Pesos y Medidas, una dependencia del Departamento del Tesoro que posteriormente se convertiría en la Agencia Nacional de Estándares.
Lane estaba particularmente interesado en la astronomía, y fue uno de los primeros en plantear un análisis matemático del Sol como cuerpo gaseoso. Sus investigaciones demostraron las relaciones termodinámicas entre presión, temperatura, y densidad del gas dentro del Sol, sentando las bases de lo que en el futuro se convertiría en la teoría de la evolución estelar (ecuación de Lane-Emden).
Simon Newcomb, describe a Lane en sus memorias como "un hombrecillo de mirada y maneras extrañas, de aspecto bastante intelectual, que escuchaba atentamente lo que otros decían, pero que, al menos en mi presencia, nunca dijo una palabra."  Newcomb relata su propio papel para llamar la atención en 1876 del célebre físico británico William Thomson sobre el trabajo de Lane, que contribuyó a popularizar. Newcomb también señaló en sus notas que "es muy singular que un hombre de tal agudeza, nunca alcanzase ningún logro más de importancia."

## Eponimia
- El cráter lunar Lane lleva este nombre en su memoria.[2]

## Lecturas relacionadas
- Newcomb, S. (1903), The Reminiscences of an Astronomer, pp. 246–249. (Reissued by Cambridge University Press, 2010, ISBN 978-1-108-01391-8.)
- Reingold, N. (1970–80). «"Lane, Jonathan Homer".». Dictionary of Scientific Biography. 8. (New York: Charles Scribner's Sons. pp. 1–3.). ISBN 978-0-684-10114-9.